# Werner Bochmann

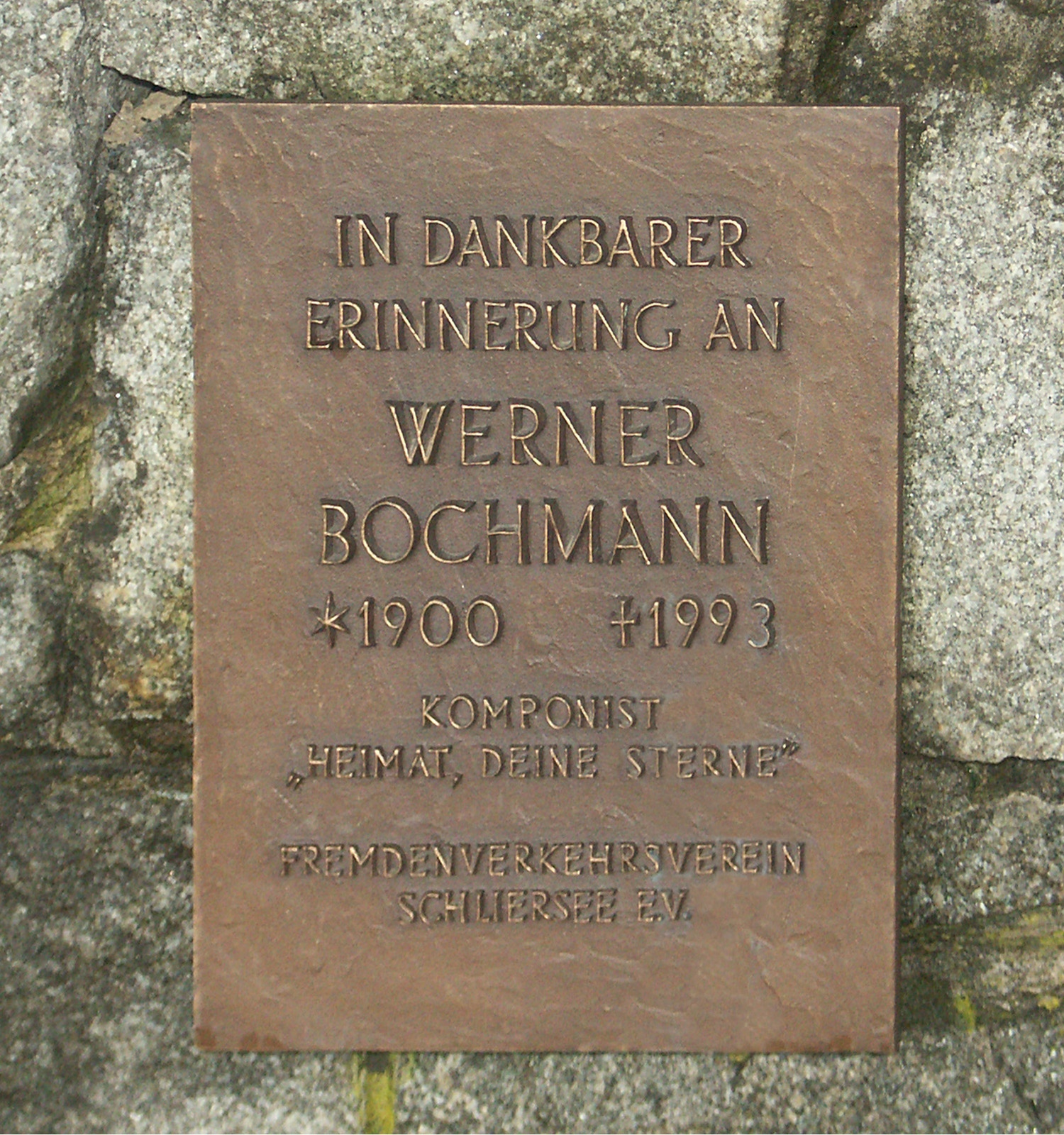
Gedächtnisplatte für Werner Bochmann in Schliersee

Werner Bochmann (* 17. Mai 1900 in Meerane; † 3. Juni 1993 in Schliersee) war ein deutscher Schlager- und Filmkomponist.

## Leben
Nach dem Besuch der Oberrealschule in Meerane begann er 1919 an der Technischen Hochschule in Dresden ein Chemiestudium. Doch seine Begeisterung für die Musik war stärker. So studierte er bei Joseph Gustav Mraczek und Franz Schreker Musik und tourte dann als Pianist im Folklore-Ensemble Orchestra tipukta des Argentiniers José Soler durch Europa.
Bochmanns erste Kompositionen wurden von Irving Berlin verlegt, nachdem deutsche Musikverleger sie abgelehnt hatten. Sein erstes gedrucktes Stück war I Called to Say Good Night (1929). 1933 begann Bochmann für die UFA zu arbeiten. Er komponierte die Musik zu über 120 deutschen und internationalen Tonfilmen sowie Unterhaltungs-, Tanz- und Bühnenmusiken. Zu seinen bekanntesten Stücken zählen Heimat deine Sterne (Text Erich Knauf) aus dem Film Quax, der Bruchpilot (1941) und Gute Nacht, Mutter, gesungen von Wilhelm Strienz. Während des Krieges komponierte er die Musik zu insgesamt 42 Filmen, darunter mehreren Staatsauftragsfilmen zur Hebung der Truppenmoral. Daneben nahm er mit seinem Tango-Orchester bei Columbia Records Schallplatten auf. Bochmann entdeckte unter anderem das Gesangs- und Pfeiftalent der Schauspielerin Ilse Werner. Bochmann stand 1944 in der Gottbegnadeten-Liste des Reichsministeriums für Volksaufklärung und Propaganda.

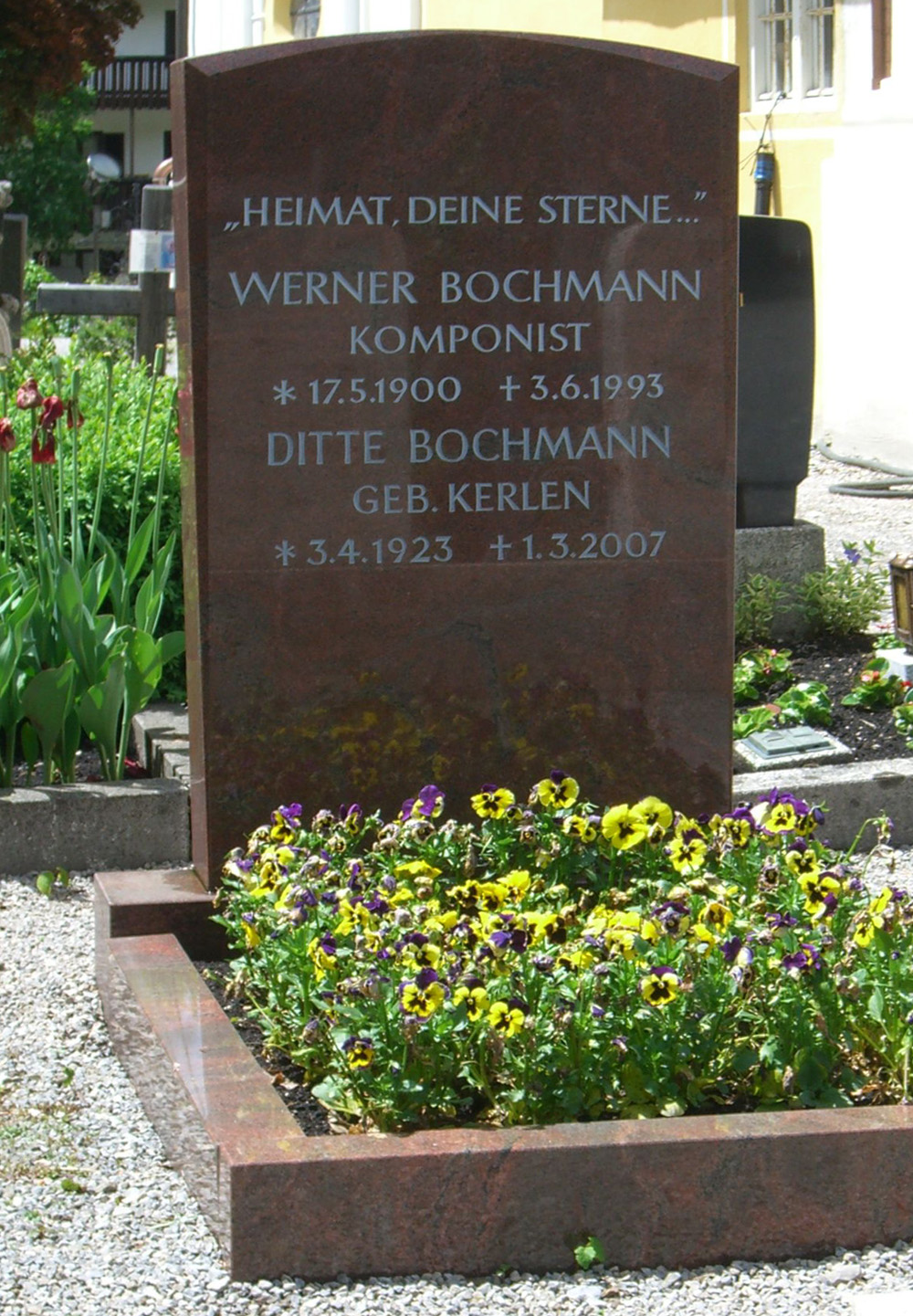
Werner Bochmanns Grab

Werner Bochmann lebte über 50 Jahre bis zu seinem Tode in Schliersee. Seine Grabstätte befindet sich auf dem Friedhof der Pfarrkirche St. Sixtus. Schliersee ehrte ihn 2002 mit der Benennung einer Straße auf seinen Namen und dem Anbringen einer Gedächtnisplatte.
Seit Mai 2011 gibt es in seiner Heimatstadt Meerane eine ständige Ausstellung zum Leben und Wirken von Werner Bochmann.

## Filmografie (Auswahl)
- 1934: Die Insel
- 1935: Einer zuviel an Bord
- 1935: Kirschen in Nachbars Garten
- 1935: April, April!
- 1935: Ein idealer Gatte
- 1936: Donner, Blitz und Sonnenschein
- 1937: Ein Volksfeind
- 1937: Alarm in Peking
- 1938: Kautschuk
- 1938: Ich liebe Dich
- 1938: Das Mädchen von gestern Nacht
- 1939: Ein Robinson
- 1939: Sensationsprozeß Casilla
- 1939: Verdacht auf Ursula
- 1940: Lauter Liebe
- 1940: Wunschkonzert
- 1941: Hauptsache glücklich
- 1941: Das andere Ich
- 1941: Quax, der Bruchpilot
- 1941: Vom Schicksal verweht
- 1942: Himmelhunde
- 1942: Fronttheater
- 1943: Großstadtmelodie
- 1943: Ich vertraue Dir meine Frau an
- 1943/47: Quax in Afrika
- 1944: Die Feuerzangenbowle
- 1944: Junge Herzen
- 1944: Seinerzeit zu meiner Zeit
- 1944: Der Engel mit dem Saitenspiel
- 1944: Der grüne Salon
- 1945: Sag’ die Wahrheit (unvollendet)
- 1945: Das alte Lied
- 1945: Der Scheiterhaufen
- 1949: Gesucht wird Majora
- 1949: Ich mach dich glücklich
- 1950: Alles für die Firma
- 1950: Aufruhr im Paradies
- 1950: Der Theodor im Fußballtor
- 1950: Eine Frau mit Herz
- 1951: Heimat, Deine Sterne
- 1951: Mein Freund, der Dieb
- 1951: 3 “Kavaliere”
- 1952: Rosen blühen auf dem Heidegrab
- 1952: Heimatglocken
- 1954: Ball der Nationen
- 1955: Der Fischer vom Heiligensee
- 1955: Die spanische Fliege
- 1956: Heiße Ernte
- 1957: Der Pfarrer von St. Michael
- 1957: Die fidelen Detektive
- 1962: Auf Wiedersehn am blauen Meer

## Lieder / Schlager
- Abends in der Taverne
- Heimat deine Sterne
- Gute Nacht, Mutter
- Mit Musik geht alles besser
- Das wird ein Frühling ohne Ende
- Die kleine Stadt will schlafen gehen
- Du und ich im Mondenschein
- Der Theodor im Fußballtor
- Ich bin so leidenschaftlich
- Ja, das ist meine Melodie
- Mir geht’s gut
- Wenn ich wüßt', wen ich geküßt… (Um Mitternacht am Lido)
- Keiner singt wie Eduard!

## Auszeichnungen
- 1967: Bundesfilmpreis: Filmband in Gold für langjähriges und hervorragendes Wirken im deutschen Film
- 1984: Bundesverdienstkreuz 1. Klasse
- 1985: Paul-Lincke-Ring